# Pingstförsamlingen Mullsjö-Nyhem
Pingstförsamlingen Mullsjö-Nyhem bildades 2010 genom att man slog samman Pingstförsamlingen i Mullsjö och Betaniaförsamlingen i Nyhem. Församlingen är bland annat känd för att man anordnar den årliga Nyhemsveckan.